# Mosquée de Kocatepe
La mosquée de Kocatepe (en turc : Kocatepe Camii) est une mosquée située à Ankara, capitale de la Turquie. Il s'agit d'une des plus grandes mosquées de la ville, dont les lignes rappellent les grandes réalisations de l'architecte du XVIe siècle Sinan.

## Historique du projet
L'idée de construire la mosquée de Kocatepe remonte aux années 1940. En 1944, entouré d'un groupe d'une septantaine de personne, Ahmet Hamdi Akseki, le vice-président des Affaires religieuses turques, fonde une société qui reçoit le nom de « Société pour construire une Mosquée à Yeniflehir, Ankara ». Mais aucun des dossiers présentés à la suite d'un appel à projets lancé en 1947 ne sera retenu. Un terrain est trouvé, et en 1957, on fait un nouvel appel à projets. Ce sont les plans de l'architecte Vedat Dalokay qui sont finalement retenus, et en 1963, on pose la première pierre.
Mais le bâtiment dessiné par Dalokay est bientôt soumis à discussion, et bientôt abandonné, « « certains experts [ayant] émis des avis qui ont conduit à l'annulation du projet », et ce alors même que les fondations avaient déjà été établies. Selon la chercheuse Angela Andersen, en définitive le projet avait été jugé trop moderne,.
En 1967, à la suite d'un nouveau concours, on choisit à la place le projet de Hüsrev Tayla et Fatin Huluengin, que l'on peut classer dans la ligne des réalisations de Sinan, le grand architecte ottoman du XVIe siècle. Cette réalisation confirmait la volonté revenir à un langage architectural traditionnel de type « néo-ottoman »,. Pour Angela Andersen, il y a là un lien clair entre architecture et affirmation du nationalisme et de l'islam sunnite.
Après un certain nombre de péripéties et de ralentissements, le complexe de la mosquée est inauguré officiellement par le Premier ministre Turgut Özal, et le Président des affaires religieuses turque, Said Yazicioğlu, le 28 août 1987,.

## Caractéristiques
La mosquée « allie l'esthétique du XVIe siècle et la technologie du XXe siècle » et avec son système de quatre minarets encadrant une structure surmontée d'une coupole contrebutée par des demi-coupoles, elle trouve ses sources dans la mosquée Süleymaniye bâtie par Sinan, et dans la Mosquée bleue (première décennie du XVIIe siècle), toutes deux à Istanbul.
Elle peut recevoir 9000 personnes dans la salle de prière et la cour (haram), et 15000 au total en utilisant les différents espaces annexes.

## Galerie

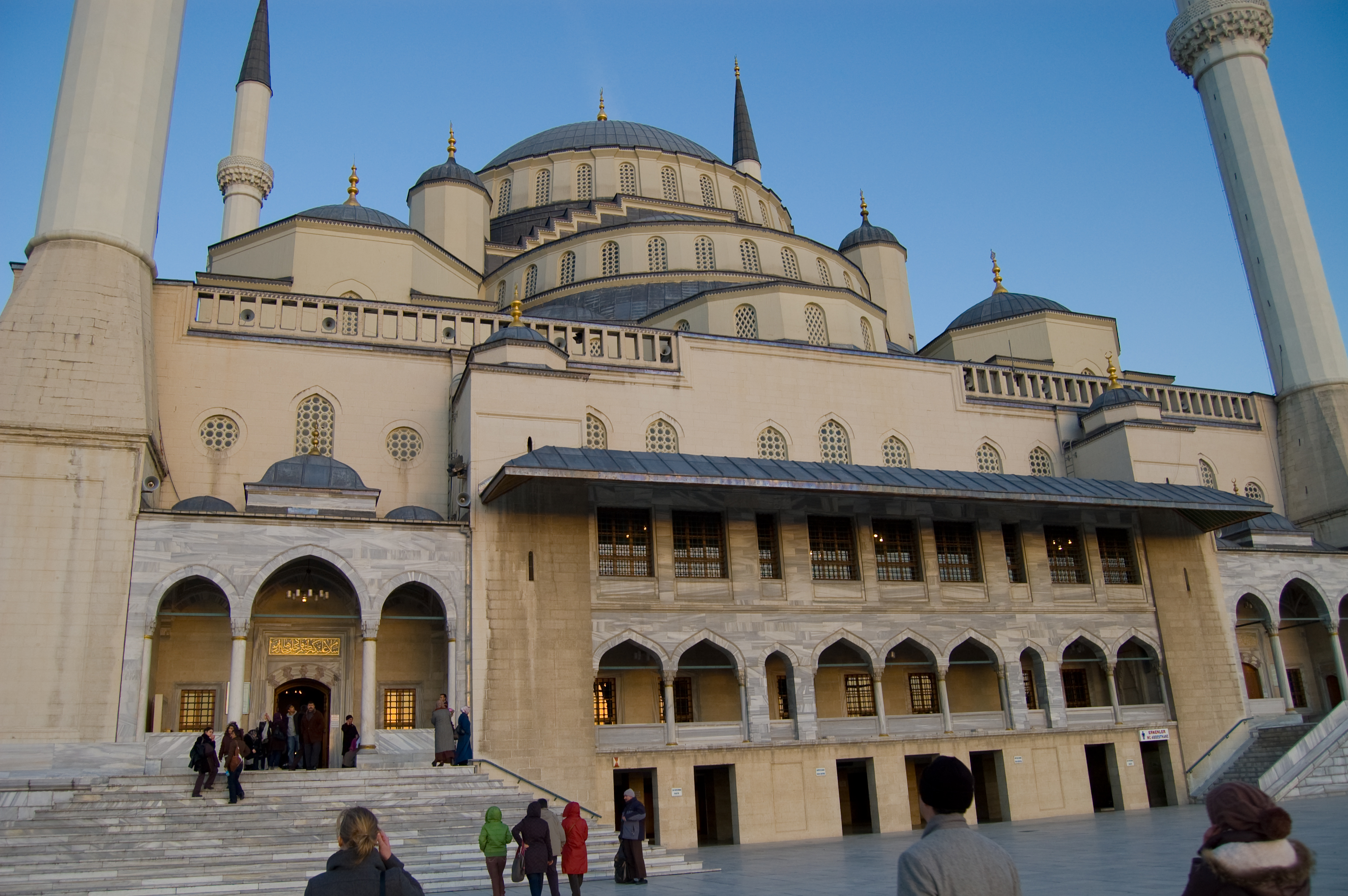
La cour qui précède la mosquée, et l'entrée principale.
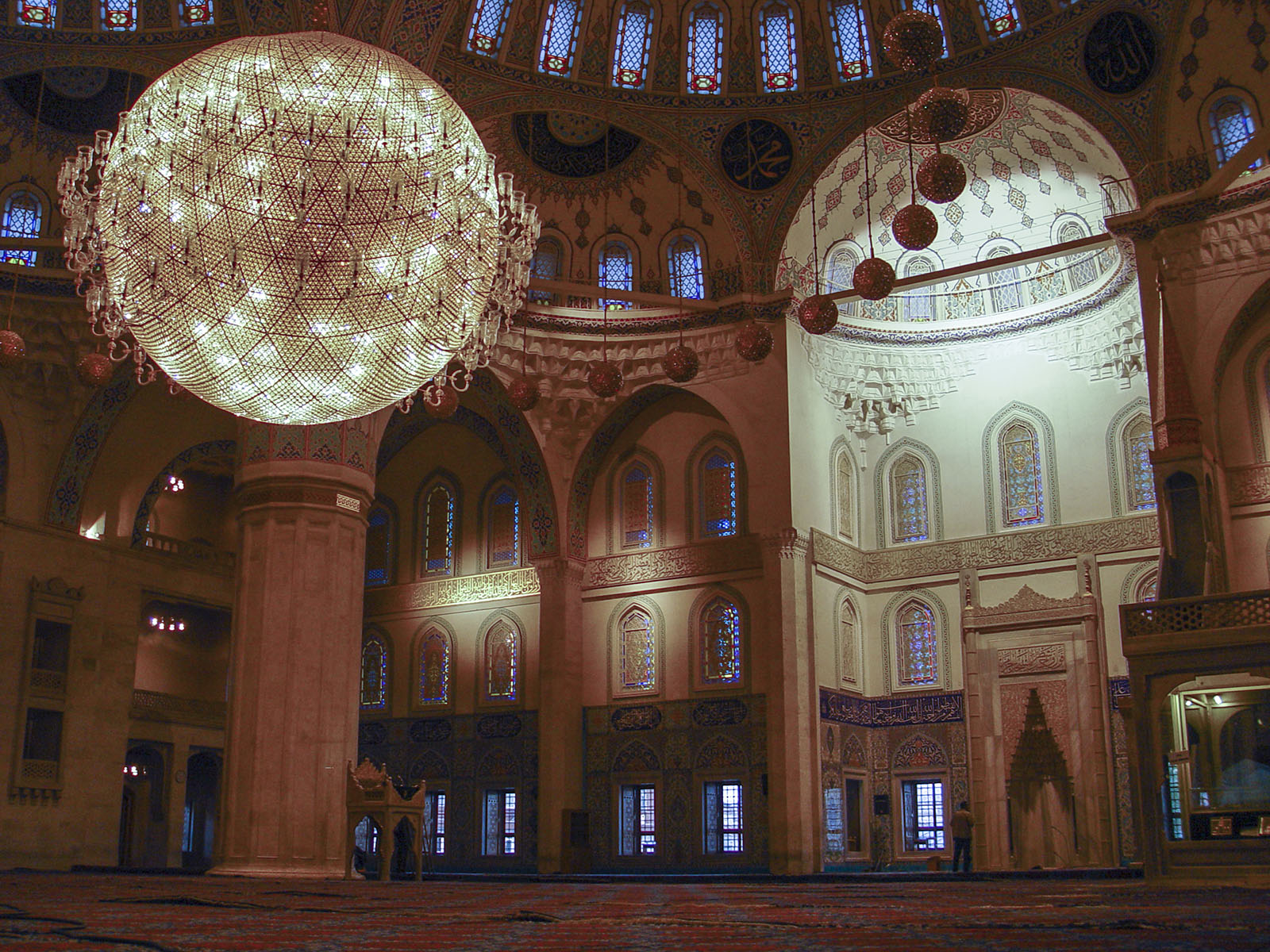
Le mihrab.
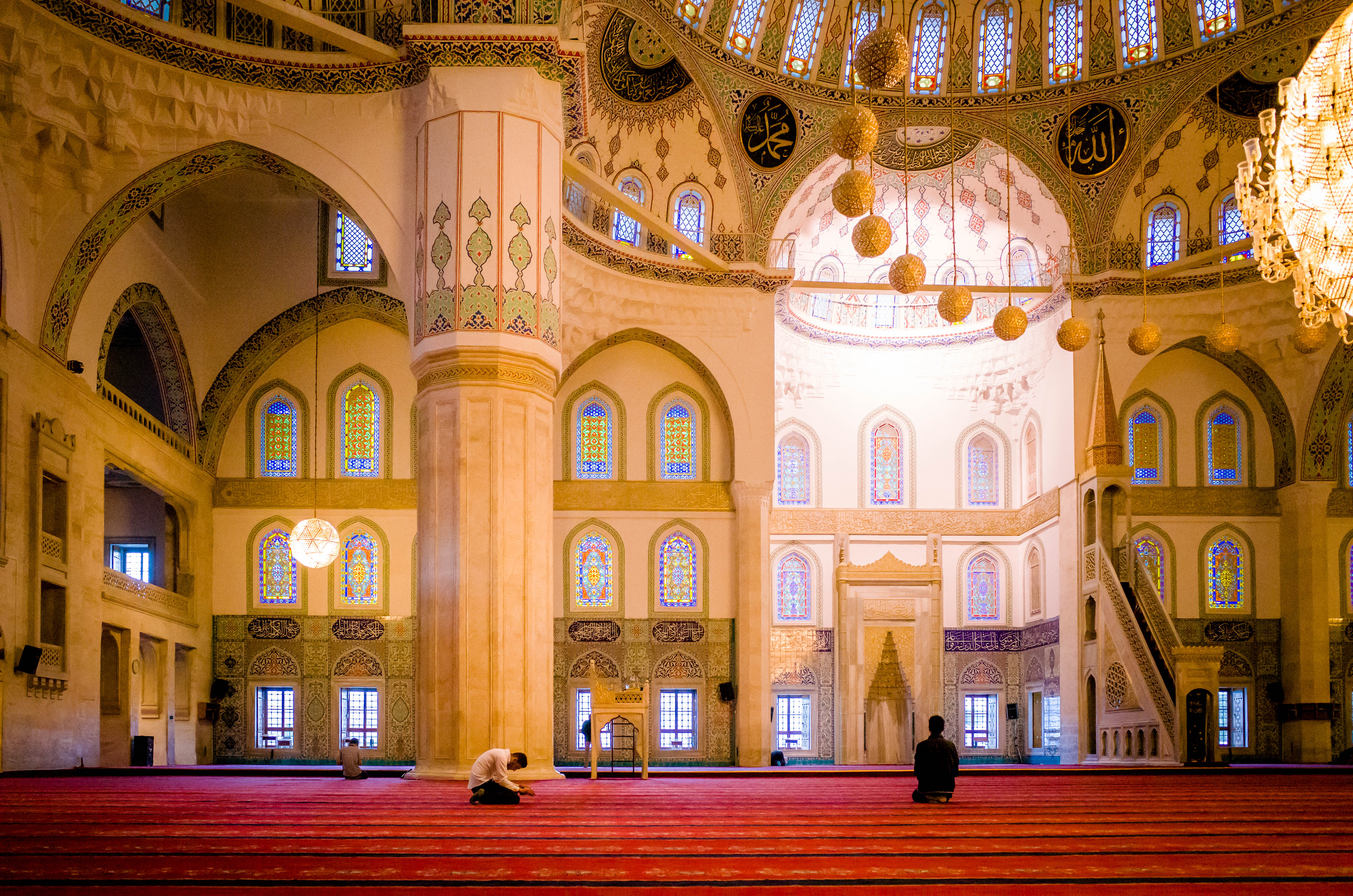
Vue de la salle de prière.
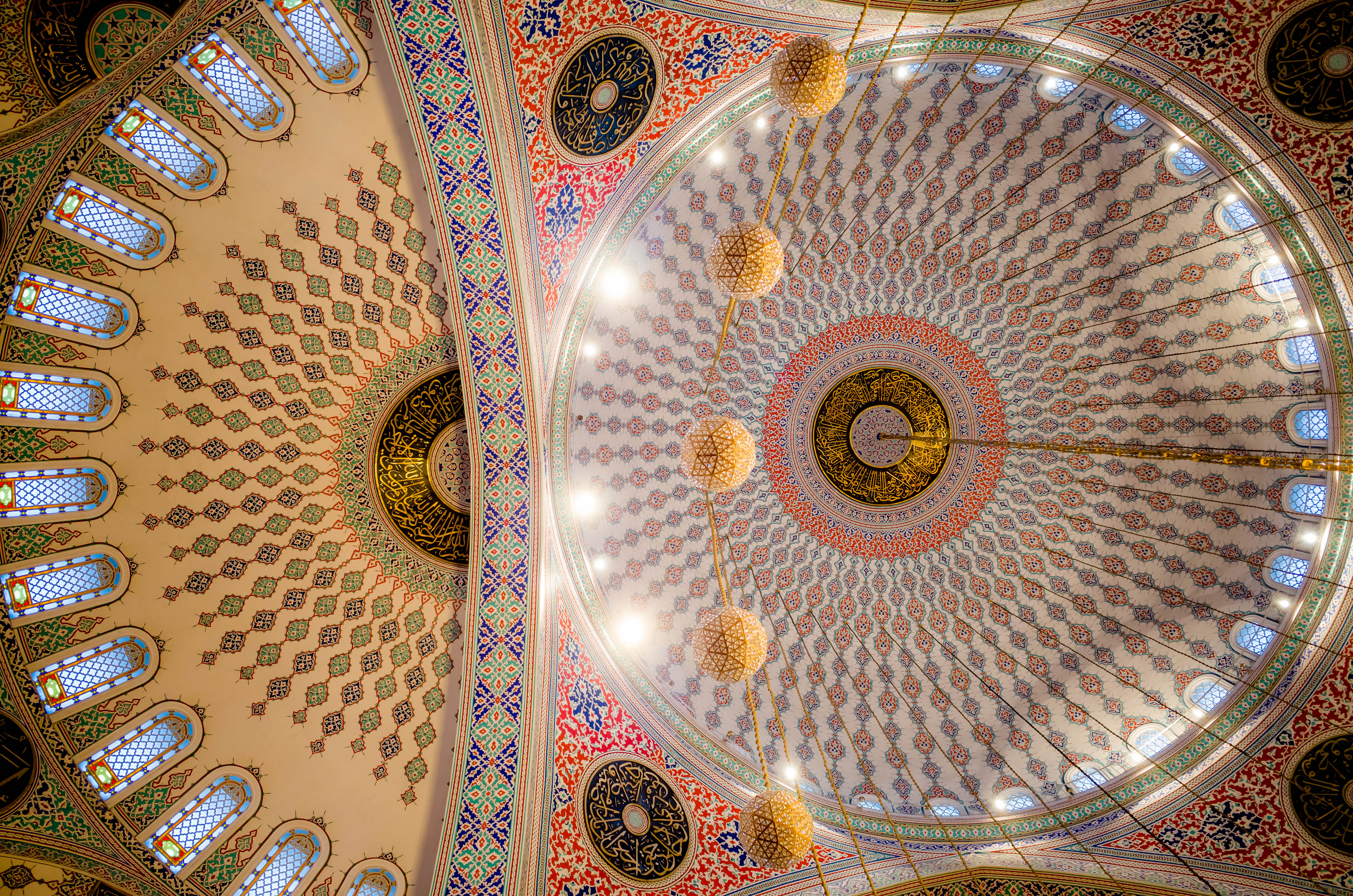
À droite, la coupole centrale, avec à gauche une des quatre demi-coupoles qui la contrebutent.

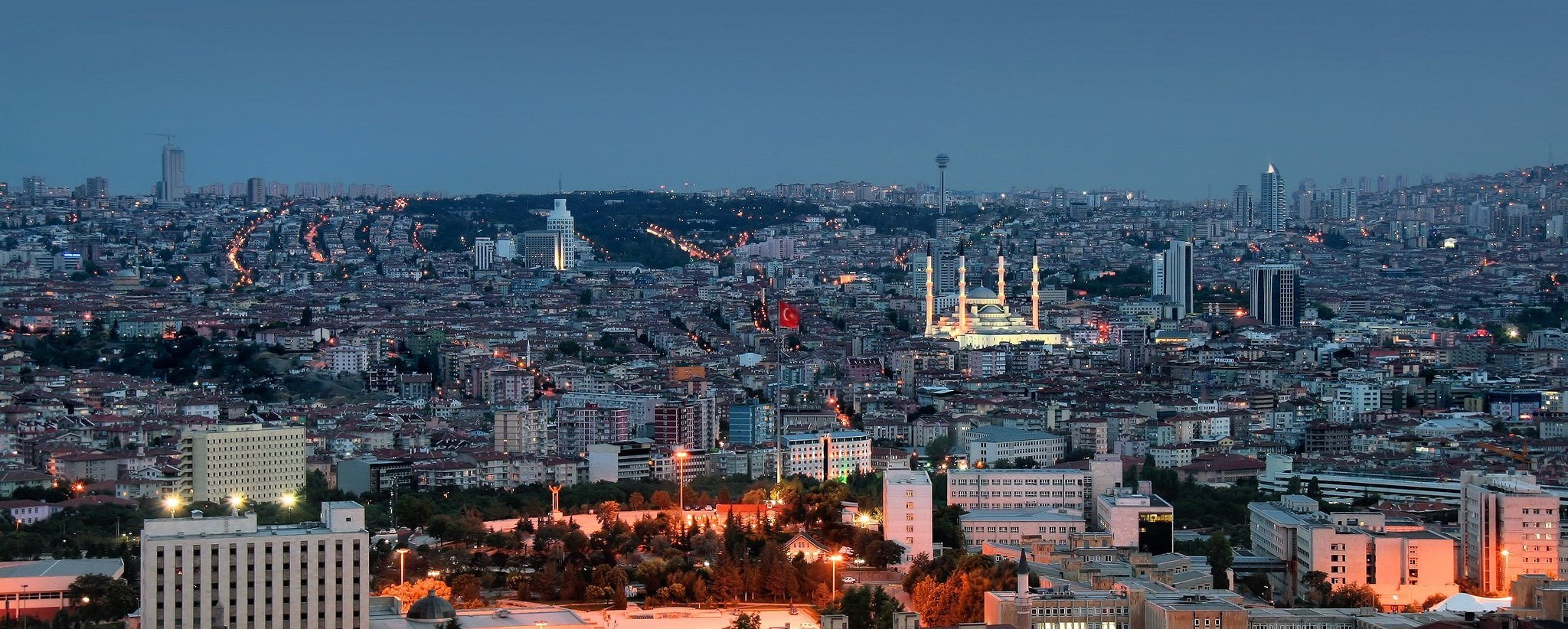
La mosquée dans la ville.